# Angol ábécé
A mai modern angol ábécé 26 betűből áll és a latin ábécéből alakult ki.
A B C D E F G H I J K L M N O P Q R S T U V W X Y Z
Bár az R (mint a rhotikus nyelvjárásokban), a W és az Y magánhangzóként működhet bizonyos összefüggésekben, hagyományos értékeikben csak mássalhangzóknak tekintik őket.

## Óangol ábécé
Az angol nyelv írása már a 7. századtól latin betűkkel történt. Előtte a rúnaírást (Futhorc) használták, sőt egy ideig párhuzamosan mindkét írás használatos volt. A korai latin írásban találjuk nyomát ennek a kettősségnek, mégpedig néhány rúnajel használatával. Ekkor még megtalálható volt az ábécében a thorn þ, a wynn ƿ, az eth ð, valamint a yogh ȝ. Ugyanekkor alakultak ki az ismert ligatúrák, a double-u w (a vv jelölésére), az æsh æ (az ae jelölésére) és az œthel œ (az oe jelölésére).
1011-ben Byrhtferð alakította ki a mai ábécérend ősét, ebben még szerepeltek az előbb említett rúna-eredetű betűk is valamint két "és" jel: az ampersand & és speciális nota vagy ond ⁊:

## Modern angol ábécé
A modern angol írásban a þ, ȝ, ð, és ƿ betűk már nem részei az ábécének. Legtovább a þ élt, de a 16. században már alig használták. Ebben az időben vált különálló betűvé a w, és jelent meg az u és j az írásban, mint a v és i változatai. Ettől a kortól használják a mai 26 betűs ábécét.

## A betűk nevei
A betűk nevei a magánhangzóknál maguk a betűk, mássalhangzóknál a "C+ee" illetve "e+C" formátumúak (ahol a C egy tetszőleges mássalhangzót jelöl), néhány kivétellel. A teljes betűnév-sor:
Mivel egyes betűket nevük alapján nehéz megkülönböztetni, ezért a NATO bevezetett egy saját névrendszert, melyet speciálisan úgy alakítottak ki, hogy egyértelműen megkülönböztethetőek legyenek a betűk.

## Mellékjelek
Az angol nyelvben a mellékjelek csak idegen eredetű szavakban használatosak, pl.: résumé, naïve, és façade. Ezek a mellékjelek is gyakran opcionálisak, a mindennapi életben gyakran elhagyják őket (resume, naive, és facade). Egyes régebbi szövegekben a szótagolást is jelölhette, pl.: cursed (melléknév – egy szótag), de cursèd (ige – két szótag); coöperate (az o-k két különálló szótagban vannak).

## Ligatúrák
A mai modern angolban (főleg a brit használatban) ritkán, latin eredetű szavakban találkozhatunk az Æ és Œ betűkkel, pl.: encyclopædia, cœlom. Gyakrabban ezeket a ligatúrákat feloldják az ae, oe kapcsolatokkal, az amerikai használatban azonban az egyszerű e betűvel helyettesítik ezeket, pl.: encyclopedia.
A fentieken kívül a legismertebb ligatúra az &, mely a latin et „és” szó rövidítése, ebben az értelemben használják az angolban is.

## Lásd még
- Angol nyelv
- Ábécé
- Latin eredetű ábécék